# السفارة السعودية في الكويت
سفارة المملكة العربية السعودية في الكويت، هي بعثة دبلوماسية سعودية تقع في العاصمة ( مدينة الكويت ) ويترأس البعثة سفير خادم الحرمين الشريفين الأمير سلطان بن سعد بن خالد آل سعود. العنوان: الدعية - منطقة السفارات - شارع الخليج العربي.

## وصلات خارجية
- موقع سفارة المملكة العربية السعودية في الكويت
- وزارة الخارجية السعودية (بالعربية)
- Ministry of Foreign Affairs of Kingdom of Saudi Arabia (بالإنجليزية)